# Giulio Matteoli
Giulio Matteoli (Castelfranco di Sotto, 28 agosto 1841 – Livorno, 15 luglio 1900) è stato un vescovo cattolico italiano.

## Biografia
Figlio di un medico, entrò in seminario a soli nove anni. Ancora diacono, fu riconosciuto idoneo come canonico teologo della Cattedrale di San Miniato e vicerettore del seminario vescovile. Nel 1864, fu ordinato sacerdote e s'iscrisse a teologia a Firenze. Fu parroco in importanti parrocchie della diocesi, tra cui, per vent'anni, proposto nel suo paese natale, Castelfranco di Sotto. Nel 1889, fu nominato vescovo di Sovana-Pitigliano. Qui ebbe molto da fare per regolarizzare i confini diocesani e dare loro un assetto più consono all'attività pastorale e alle esigenze dei fedeli. Fece restaurare accuratamente l'antica Cattedrale di Sovana. Nel 1896, alla morte di mons. Benini, fu trasferito a Pescia, dove lasciò poca traccia, e, nemmeno due anni dopo, fu nominato vescovo di Livorno. Anche qui la permanenza fu breve, perché si ammalò gravemente e nel 1900 morì.

## Genealogia episcopale
La genealogia episcopale è:
- Cardinale Scipione Rebiba
- Cardinale Giulio Antonio Santori
- Cardinale Girolamo Bernerio, O.P.
- Arcivescovo Galeazzo Sanvitale
- Cardinale Ludovico Ludovisi
- Cardinale Luigi Caetani
- Cardinale Ulderico Carpegna
- Cardinale Paluzzo Paluzzi Altieri degli Albertoni
- Papa Benedetto XIII
- Papa Benedetto XIV
- Cardinale Enrico Enriquez
- Arcivescovo Manuel Quintano Bonifaz
- Cardinale Buenaventura Córdoba Espinosa de la Cerda
- Cardinale Giuseppe Maria Doria Pamphilj
- Papa Pio VIII
- Papa Pio IX
- Cardinale Raffaele Monaco La Valletta
- Vescovo Giulio Matteoli